# Kimmerikon
Kimmerikon (en grec Κιμμερικόν ; en latin Cimmericum) ou Kimbrique est une cité grecque de Tauride (l'actuelle Crimée).

## Site
Kimmerikon est située au nord de la mer Noire, sur la rive méridionale de la péninsule de Kertch et sur le versant occidental du mont Opuk. La ville moderne de Kertch est distante de 50 km, au nord-est.

## Histoire

Colonies grecques du nord de la mer Noire.

La ville est fondée au Ve siècle av. J.-C. par des colons de Milet. Son nom fait probablement référence à un établissement antérieur cimmérien.
Élément important du système de défense du royaume du Bosphore contre les Scythes, située sur un lieu stratégiquement très favorable, elle est dotée de murs dont l'épaisseur varie de 2,5 à 3,5 m.
Florissante au début de l'ère chrétienne, elle est mise à sac par les Goths vers le milieu du IIIe siècle. Un établissement urbain survit néanmoins jusqu'à la fin de l'Empire romain.
Des fouilles y sont menées par des archéologues soviétiques en 1927, 1947-49 et 1950-51. Le matériel trouvé sur le site est conservé au musée de Kertch.

## Sources antiques
- Hécatée de Milet, 1, 164.
- Pseudo-Skymnos (en), F17a.
- Strabon, XI, 2, 5 (en ligne).